# Sioux Falls Skyforce
I Sioux Falls Skyforce sono una squadra di pallacanestro di Sioux Falls che milita nella NBA Development League, il campionato professionistico di sviluppo della National Basketball Association.

## Storia della franchigia
Gli Skyforce iniziarono a giocare nella CBA nel 1989 partecipando a quattro finali per il titolo CBA, e vincendolo nel 1996 e nel 2005.
A partire dalla stagione 2006-07 gli Skyforce sono passati alla NBA D-League, e proprio al loro primo anno nella Lega, hanno raggiunto la finale, poi persa contro i Dakota Wizards.

## Squadre NBA affiliate
Sono affiliati alle seguenti squadre NBA: Miami Heat.

## Palmarès
- Campione NBA D-League: 1

2016
- Campione CBA: 2

1996, 2005

## Stagioni
| Stagione       | Lega           | V              | P   | %    | Piazzamento | Play-off               |
| -------------- | -------------- | -------------- | --- | ---- | ----------- | ---------------------- |
| 1989-90        | CBA            | 20             | 36  | 35,7 | 3º          | -                      |
| 1990-91        | CBA            | 26             | 30  | 46,4 | 3º          | -                      |
| 1991-92        | CBA            | 24             | 32  | 42,9 | 3º          | -                      |
| 1992-93        | CBA            | 26             | 30  | 46,4 | 3º          | -                      |
| 1993-94        | CBA            | 24             | 32  | 42,9 | 3º          | -                      |
| 1994-95        | CBA            | 34             | 22  | 60,7 | 2º          | Primo turno            |
| 1995-96        | CBA            | 34             | 24  | 58,6 | 1º          | Campioni               |
| 1996-97        | CBA            | 47             | 9   | 83,9 | 1º          | Primo turno            |
| 1997-98        | CBA            | 31             | 25  | 55,4 | 2º          | Finale CBA             |
| 1998-99        | CBA            | 32             | 24  | 57,1 | 1º          | Finale CBA             |
| 1999-00        | CBA            | 30             | 26  | 53,6 | 3º          | Semifinale CBA         |
| 2000-01        | CBA            | 8              | 15  | 34,8 | 5º          | non disputati          |
| 2001           | IBL            | 16             | 14  | 53,3 | 4º          | Primo turno            |
| 2001-02        | CBA            | 33             | 23  | 58,9 | 2º          | Semifinale CBA         |
| 2002-03        | CBA            | 17             | 31  | 35,4 | 4º          | -                      |
| 2003-04        | CBA            | 23             | 25  | 47,9 | 5º          | -                      |
| 2004-05        | CBA            | 31             | 17  | 64,6 | 2º          | Campioni               |
| 2005-06        | CBA            | 30             | 18  | 62,5 | 2º          | Round robin            |
| 2006-07        | NBA D-League   | 30             | 20  | 60,0 | 2º          | Semifinale di division |
| 2007-08        | NBA D-League   | 28             | 22  | 56,0 | 2º          | Semifinale             |
| 2008-09        | NBA D-League   | 25             | 25  | 50,0 | 4º          | -                      |
| 2009-10        | NBA D-League   | 32             | 18  | 64,0 | 2º          | Quarti di finale       |
| 2010-11        | NBA D-League   | 10             | 40  | 20,0 | 7º          | -                      |
| 2011-12        | NBA D-League   | 15             | 35  | 30,0 | 7º          | -                      |
| 2012-13        | NBA D-League   | 25             | 25  | 50,0 | 4º          | -                      |
| 2013-14        | NBA D-League   | 31             | 19  | 62,0 | 1º          | Semifinale             |
| 2014-15        | NBA D-League   | 29             | 21  | 58,0 | 1°          | Quarti di finale       |
| 2015-16        | NBA D-League   | 40             | 10  | 80,0 | 1°          | Campioni               |
| 2016-17        | NBA D-League   | 29             | 21  | 58,0 | 3°          | -                      |
| 2017-18        | NBA D-League   | 25             | 25  | 50,0 | 2°          | -                      |
| 2018-19        | NBA D-League   | 24             | 26  | 48,0 | 3°          | -                      |
| 2019-20        | NBA D-League   | 22             | 20  | 52,4 | 2°          | non disputati          |
| Regular season | Regular season | Regular season | 849 | 733  | 53,7        | 1989-2019              |
| Playoffs       | Playoffs       | Playoffs       | 48  | 43   | 52,7        | 1989-2019              |

## Cestisti
- Matt Williams